# Hena González de Zachrisson
Hena González de Zachrisson (Ciudad de Colón, Panamá, 17 de enero de 1933-Ciudad de Panamá, Panamá, 6 de octubre de 2022) fue una escritora panameña reconocida por sus obras de literatura infantil y juvenil.

## Biografía
Estudió artes plásticas bajo la dirección del artista panameño Juan Manuel Cedeño. Promovió y se desempeñó como coordinadora en Panamá del Programa Internacional de Acercamiento a la Literatura Infantil con sede en México y fue representante por Panamá de la Sección Nacional del International Board of Books for the Young con sede en Suiza.

## Obras
- Coloreando en Panamá (1986).  Instituto de Recursos Hidráulicos de Panamá.
- Chispita y Paquita (1988). Editorial Universitaria.
- La piñata y otros cuentos (1992). Editorial Mariano Arosemena, Instituto Nacional de Cultura. Panamá.
- Una esperanza para Nicasio (1993). Banco General
- Natalia tuvo una "pen pal" (1995). UNESCO
- Guacamayo (1995). Impresora Pánamá
- Cosas de niños y niñas (1998). UNESCO
- Risa (1998). EDIESCO
- Diario de un perro bilingüe (2000)
- Cuentos con duende (2002).  Ediciones UALI Uruguay

## Distinciones
- Finalista en concurso Latinoamericano de Literatura Infantil FUNCEC 1993
- Premio Esther María Osses de Literatura Infantil 2001. Cuento Guacamayo
- Premio Cervantes Chico Iberoamericano 2021.[5]